# ديريك هاس
ديريك هاس (بالفرنسية: Derek Haas)‏ هو مدرب هوكي جليد فرنسي وكندي، ولد في 1 مايو 1955 في ترايل في كندا.

## وصلات خارجية
- ديريك هاس على موقع HockeyDB.com (الإنجليزية)
- ديريك هاس على موقع Hockey-Reference.com (الإنجليزية)
- ديريك هاس على موقع اللجنة الأولمبية الدولية (الإنجليزية)
- ديريك هاس على موقع أوليمبيديا (الإنجليزية)